# Ír euróérmék
Az Írországban kiadott euróérmék mindegyikén a Jarlath Hayes által tervezett ábra látható. A középkor óta ír nemzeti jelkép a kelta bárdok hárfája. A legrégebbi meglévő, ma Dublinban kiállított hárfa Brian Boru (926 vagy 941 – 1014, írül: Brian Bórumha mac Cennétig) ír nagykirály hangszere volt. Ezt a hárfát használja hivatali jelképéül a mindenkori ír miniszterelnök és az Ír Köztársaság elnöke is. A hárfa mellett hagyományos kelta karakterekkel Írország ír neve (Éire) és a pénzérme veretésének éve olvasható. A hárfát Európa 12 csillaga veszi körbe.
A hárfa a történelmi időkben és a függetlenség elnyerése óta megjelenik az ír pénzeken. Alakja az ír fonton is látható volt. Elfogadottsága oly mértékű volt, hogy a közös valutára való áttéréskor magától értetődően vitték tovább az euróra.